# Ptychocharax rhyacophila
Ptychocharax rhyacophila es una especie de peces de la familia Characidae en el orden de los Characiformes.

## Morfología
Los machos pueden llegar alcanzar los 6,2 cm de longitud total.

## Alimentación
Come  larvas de insectos acuáticos,  hormigas y  arañas.

## Hábitat
Vive en zonas de clima tropical.

## Distribución geográfica
Se encuentran en Sudamérica: río SIAP a la  cuenca del río Casiquiare (Venezuela ).